# Orthographe traditionnelle génoise
 (février 2021).
L'orthographe traditionnelle génoise est la plus ancienne orthographe adoptée pour écrire la langue génoise.

## Caractéristiques

### Voyelles
Le génois est une langue riche en voyelles : 8 timbres vocaliques avec chacun deux quantités (brève/longue), plus deux diphtongues ei [ej] et òu [ɔw], soit un total de 18 voyelles.
|            | Antérieure | Antérieure | Centrale | Postérieure |
| ---------- | ---------- | ---------- | -------- | ----------- |
| Fermée     | i iː       | y yː       |          | u uː        |
| Mi-ouverte | e eː       | ø̞ ø̞ː       |          |             |
| Mi-ouverte | ɛ ɛː       | ɛ ɛː       |          | ɔ ɔː        |
| Ouverte    |            |            | a aː     |             |

#### Longueur
Le génois contraste la longueur des voyelles : la durée d'une voyelle longue est le double de celle d'une voyelle brève.
La longueur d'une voyelle, ainsi que son degré d'ouverture, peut être indiquée par un accent écrit — à l'exception de û, qui note un son à part entière (à savoir [y], c'est-à-dire le « u » français). En règle générale, en l'absence d'accent écrit sur une voyelle :
- si la voyelle est suivie d'une consonne double, elle sera toujours courte : libbro, sappa, parolla ;
- si la voyelle est suivie d'une consonne simple, elle peut être :
  - longue, ce qui dénote une position tonique (par exemple a dans lago) ;
  - courte (par exemple a dans façile ou strapuntê).

Ce qui suit concerne uniquement les voyelles à accentuation écrite.

#### A
La lettre a se prononce [a], comme en français ou en italien.
Lorsqu'elle est brève, elle peut être affectée d'un accent grave (à), comme dans amoà (« bocal »), zà (« déjà ») ou mammà. Lorsqu'elle est longue, elle peut être affectée d'un tréma (ä), comme dans mäveggioso (« merveilleux ») ou ätro, ou bien d'un accent circonflexe (â) comme dans cämâ (« encrier ») ou mangiâ.

#### E
La voyelle e peut noter deux sons : un son ouvert, [ɛ] (è français), et un son fermé, [e] (é français). En position tonique, e est toujours fermé. Dans les autres positions, il peut être aussi bien ouvert que fermé.
Un e ouvert court peut être indiqué par l'accent grave (è), comme dans caffè (« café »). Le son [ɛ] long est pour sa part noté par la ligature æ. Lorsqu'elle se situe en milieu de mot, celle-ci peut être tonique, comme dans ægua (« eau »), ou bien atone, comme dans pæguâ (« parapluie ») ; en fin de mot, en revanche, elle est systématiquement tonique, comme dans çittæ (« ville »).
Un e fermé peut quant à lui être long, ce qui est indiqué par un tréma (e) — comme dans pëzo (« pire ») — ou un accent circonflexe (ê) — comme dans camê (« serveur ») —, ou bien court, auquel cas il peut être noté é s'il est tonique — comme dans ménoa (« mendole (en) »).